# YouPorn
YouPorn je pornografická webová stránka, které je založena na obdobném principu jako YouTube a nabízí zdarma možnost sledování a nahrávání erotických a pornografických videí. Spuštěna byla v roce 2006, postupně se z ní stala jedna z nejpopulárnějších pornografických stránek.
Nejdiskutovanějšími problémy webu jsou autorská práva, porušování soukromí a nemožnost ověření věku osob vystupujících na videích. Z posledního zmiňovaného důvodu byl v Německu zablokován přístup k webu, což vyvolalo diskusi o dalším přílišném omezování internetu. Web je také zablokován v Singapuru a na Srí Lance.